# Bornholmskie Muzeum Motoryzacji
Bornholmskie Muzeum Motoryzacji (duń. Bornholms Automobilmuseum) – muzeum motoryzacji znajdujące się w Aakirkeby.

## Zbiory
Bornholmskie Muzeum Motoryzacji posiada ponad osiemdziesiąt samochodów, traktorów i motocykli. Znajduje się ono na południowy wschód od Aakirkeby na Bornholmie. Zostało otwarte w 1989 roku i składa się głównie z samochodów pochodzących z prywatnej kolekcji Ole Hermansena. Zbiór zawiera szereg starych i rzadkich pojazdów, takich jak: pierwszy na wyspie NSU Prinz, Metz Two Runabout z 1909, Belsize Motors z 1911 (jedyny egzemplarz w Skandynawii), Harley-Davidson z 1919, Ford A z 1930 i Fordson Varebil z 1936 roku. Ponadto kuloodporny Cadillac Ala Capone, Lincoln X100 (jako model, w którym zastrzelono Johna F. Kennedy'ego), samochód paradowy Adolfa Hitlera, Lincoln Ronalda Reagana i Cadillac George'a Busha z 2001 roku. Dużą część kolekcji stanowią angielskie samochody sportowe. Znajdują się tu również silniki okrętowe i motorowerowe,  maszyny rolnicze oraz Syrena i Fiat 125. Jest tu także warsztat samochodowy urządzony tak, jak około 1920 roku, kilka modeli samochodów w skali 1:18 i inne zabawki historyczne, sprzęt radiowo-telefoniczny oraz pierwszy na Bornholmie telewizor.

## Galeria

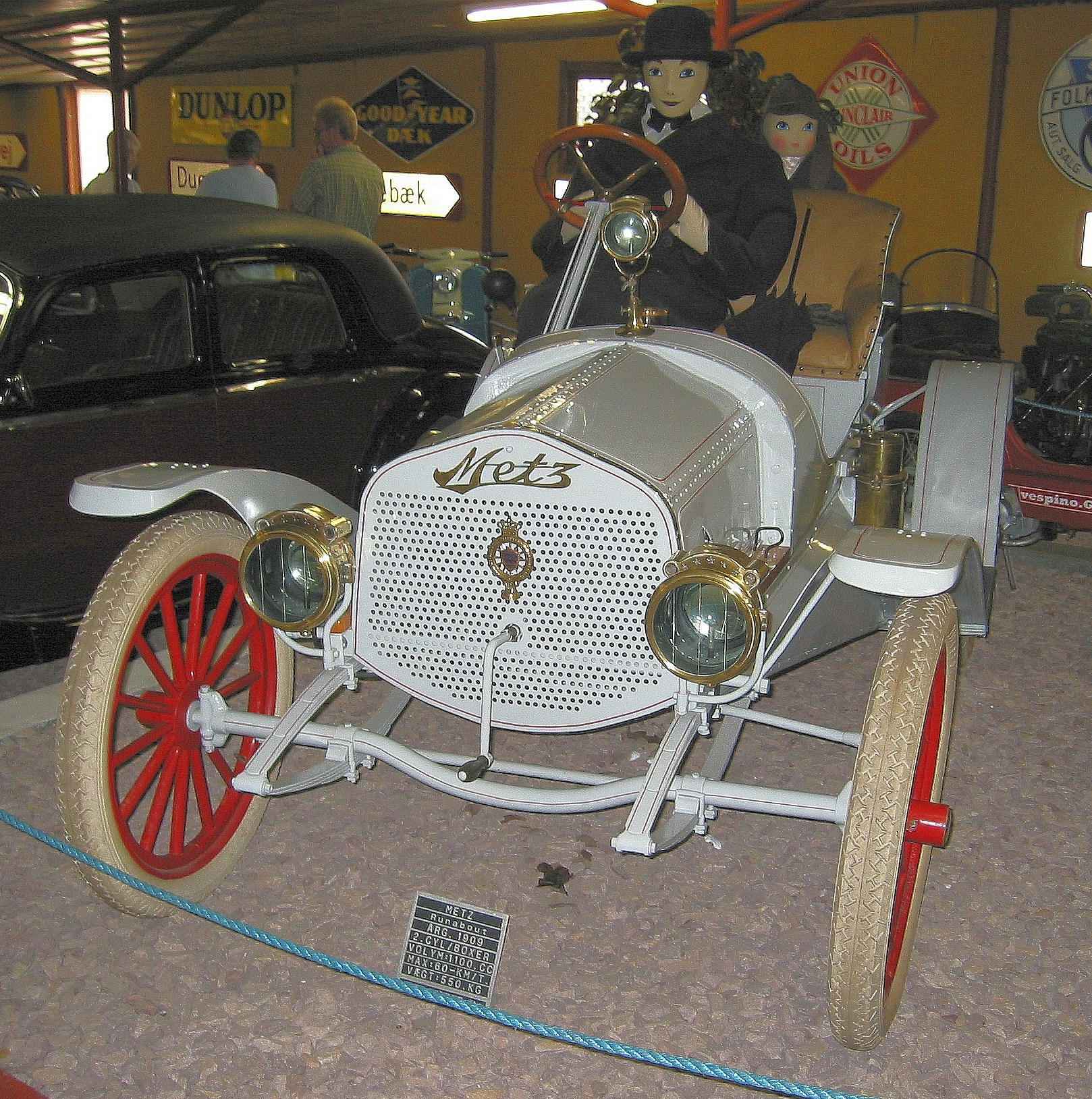
Metz Two Runabout 1909
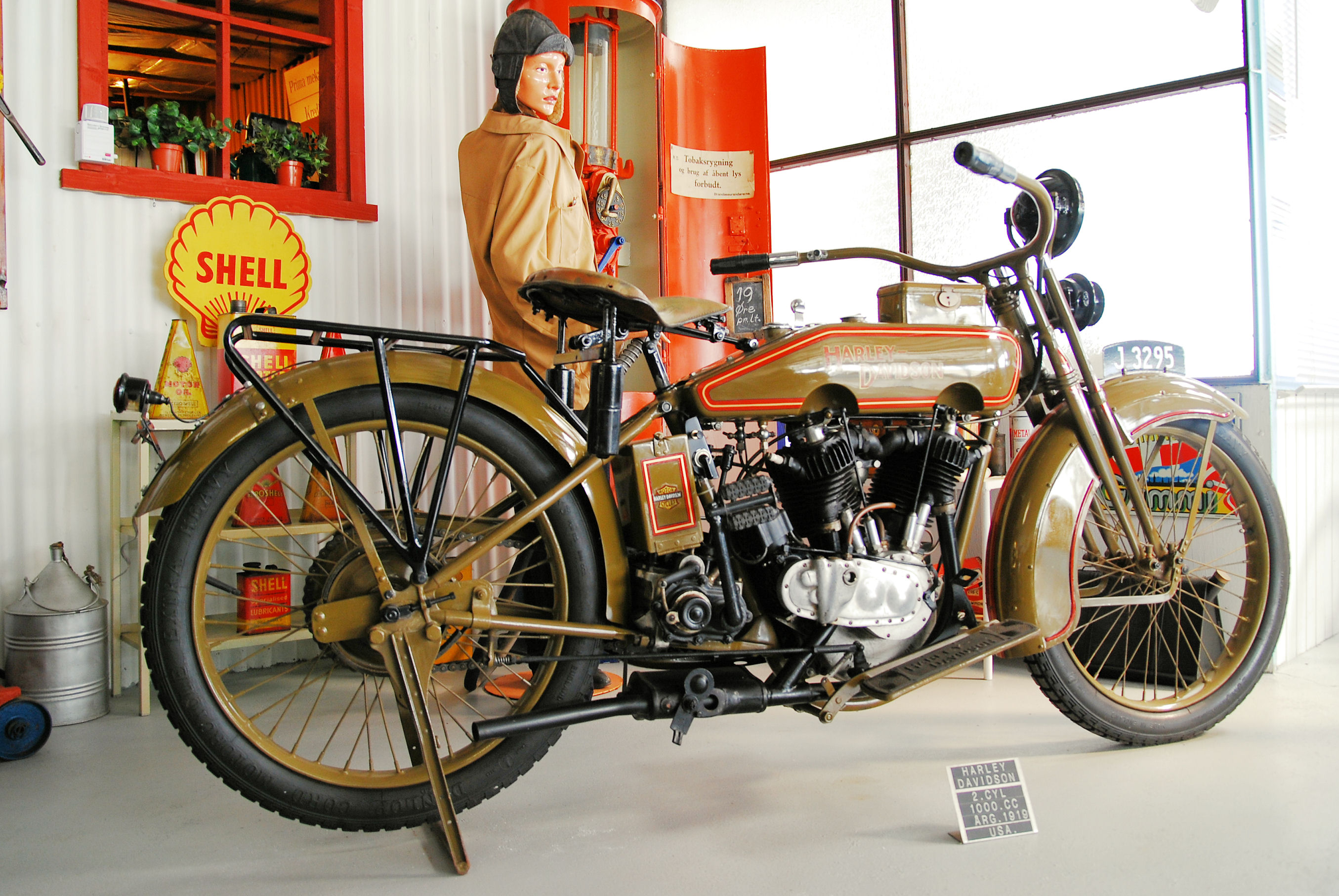
Harley-Davidson F 1919
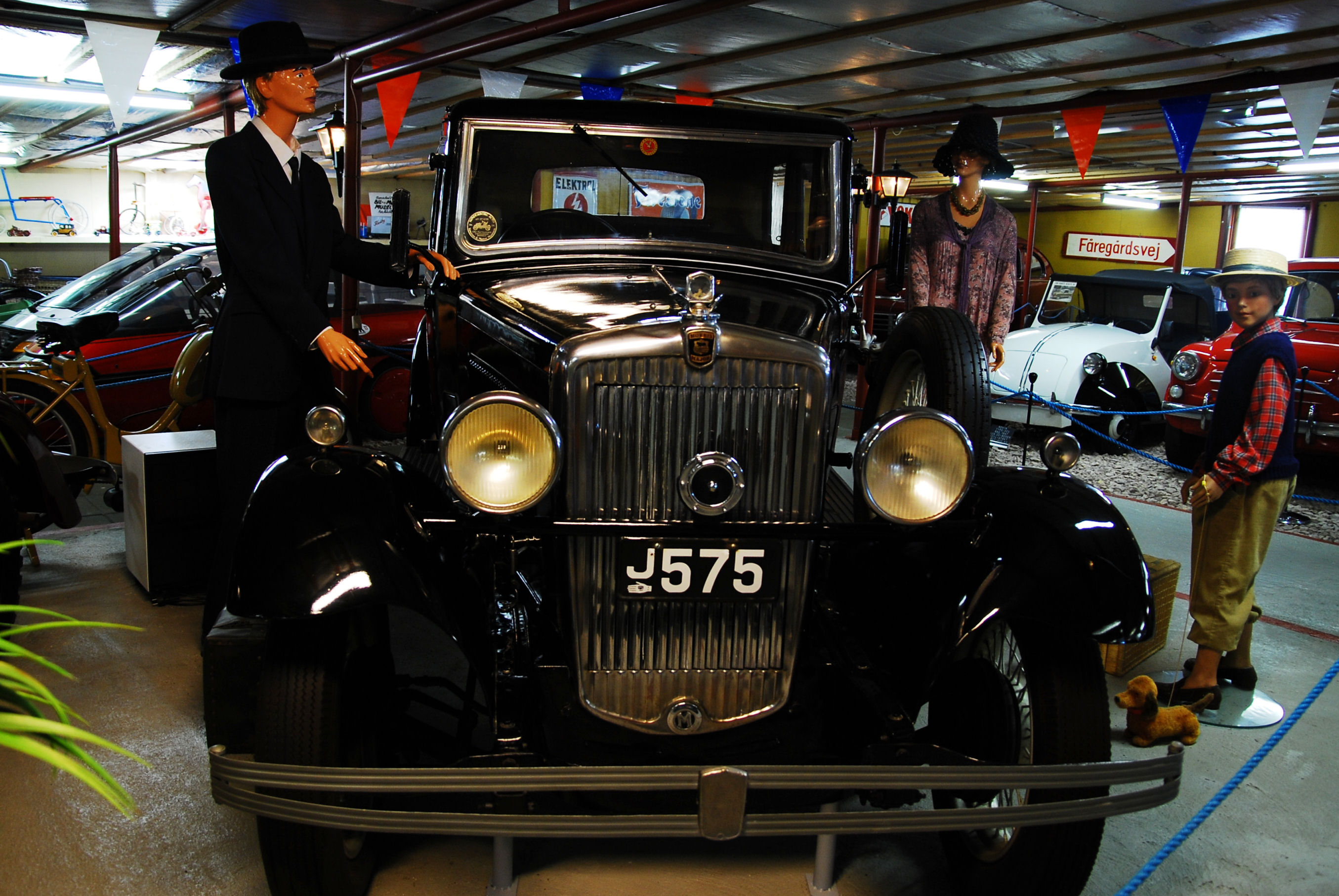
Morris Major Six ok. 1931
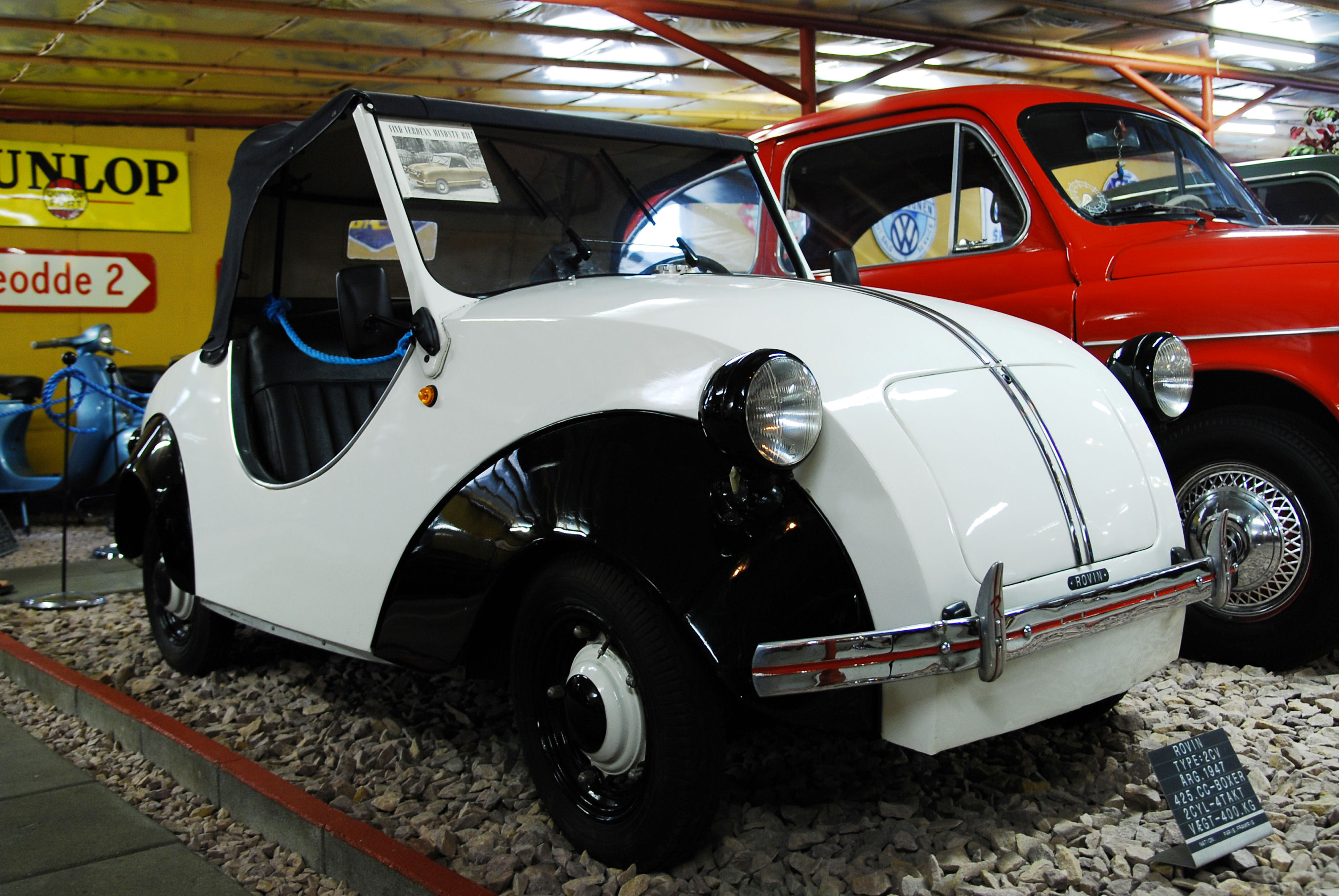
Rovin 2CV 1947